# ناوهیکو اوکادا
ناوهیکو اوکادا (انگلیسی: Naohiko Okada؛ زادهٔ ۳۰ دسامبر ۱۹۷۸) بازیکن فوتبال اهل ژاپن است.
از باشگاه‌هایی که در آن بازی کرده‌است می‌توان به باشگاه فوتبال کونسادول ساپورو اشاره کرد.